# Hidatsa
Hidatsa er en nordamerikansk indianerstamme i Fort Berthold reservatet i North Dakota. Reservatet ligger i stammens traditionelle territorium,:113  og det er samtidig reservat for mandanerne og arikaraerne. Alle tre stammer var fælles om at bo i byer af jordhytter og dyrke jorden i floddale tæt på Missouri River gennem århundreder.:xi  Indianerne i Fort Berthold reservatet omtales under ét som ”De tre stammer” (”Three Affiliated Tribes”).:viii 
Andre 1800-tals navne for hidatsaerne er ”gros ventre of the Missouri”,:273  ”minnetaree” og variationer deraf:180  samt (sjældent) ”herantsa”.:36 
Hidatsaernes sprog rubriceres som et siouansk sprog.:vi 

## Historie

### Forhistorisk tid
Hidatsaerne nåede frem til Missouri River som tre uafhængige grupper, der på forskellige tidspunkter bosatte sig i hver deres byer i nærheden af floden. Alle de nysankomne slog sig ned nord for de venligsindede mandaner ved Heart River, der lader til at være den af "de tre stammer", der har den længste tilknytning til denne del af North Dakota.
Den først ankomne gruppe folk var awatixaerne. Senest år 1600, :101  men sandsynligvis langt tidligere,:139  bosatte de sig i byer lidt syd for udløbet af Knife River i Missouri River. Den første by var muligvis den, der nu er kendt som Flaming Arrow.:122  Nogle awatixaer fortsatte siden vestpå og blev med tiden til mountain crow-divisionen af crow-stammen i Montana og Wyoming.:124 
Mellem 1600 og 1650 anses næste gruppe at have gjort sin ankomst omkring Knife River efter at have forladt dens oprindelige områder i det østlige North Dakota. Gruppen kaldes ”hidatsa proper”,:50  og den anlagde en mere og mere vigtig storby kaldet Big Hidatsa (32ME12).:191  Herfra begav nogle folk sig endnu længere vestpå, hvor de forvandlede sig til bisonjagende prærieindianere og dannede river crow-divisionen af crow-stammen.:124 
Awaxawierne ankom som de sidste, nemlig i første halvdel af 1700-tallet. De bosatte sig lidt afsides i en sydligt beliggende by ved Missouri River.:194  Molander, som byen kaldes, var beskyttet af en gravet grøft mod fjendtlige indianere.:90 
Fællesskabet mellem de tre sprogligt tætte grupper i den samme region blev gradvist styrket, og en stammeidentitet som hidatsaer voksede frem.:194 

## 1700-tals historie
Awatixaerne levede i byen Lower Hidatsa fra århundredets start og frem til omkring 1785.:191  Storbyen Big Hidatsa på nordbredden af Knife River var beboet gennem hele 1700-tallet,:191  og den bestod af over 80 jordhytter med ti-tolv folk i hver i 1797.:34  Straks fra awaxawierne ankom til Missouri River og frem til cirka 1785 var byen Molander centrum for deres liv og virke.:199 
Andre hidatsa-byer opstod i denne periode, tjente deres tidsbegrænsede formål og endte så som spøgelsesbyer.:194 og 199 
Indianerbyerne ved Knife River og Heart River udgjorde et handelscentrum. I 1730erne kom assiniboiner nordfra for at bytte deres tørrede bisonkød til majs dyrket af byindianerne.:20  Måske allerede fra det næste årti bragte assiniboine- og cree-indianerne våben fra britiske handelsstationer ned til hidatsaerne og mandanerne, der solgte dem videre til crower, kiowaer og andre præriefolk for heste og rideudstyr af spansk fabrikat.:25  Byerne fik uregelmæssige besøg af hvide handelsfolk fra Canada i de sidste årtier af 1700-tallet. Fra i hvert fald 1785 skelnede pelsopkøberne mellem hidatsaerne og mandanerne, der ellers udadtil lignede ét og samme folk – begge var byindianere og kvinderne dyrkere majs, squash og andre eftertragtede afgrøder.:25  Hidatsaerne solgte som før artiklerne købt af de hvide videre med god fortjeneste til stammer uden egne handelsstationer.:246 
Både hidatsaerne og mandanerne blev ramt af en vidt udbredt koppeepidemi i 1781. Med færre krigere og udsat for angreb af fjendtlige siouxer rykkede awatixerne, awaxawierne og også mandanerne nordpå.:92  De samlede sig i nye byer tættere på Knife River og hovedbyen Big Hidatsa.:199 

## 1800-tals historie
Hidatsaerne levede i tre byer i nærheden af Knife River, da Lewis og Clark ekspeditionen overvintrede i området i 1804-1805. :89  Hidatsaerne byttede sig til krigsøkser af metal lavet af ekspeditionens smed og solgte dem videre til indianere helt i Idaho. :32  Den amerikanske ekspedition fik hjælp på dens videre vej mod Stillehavet af den berømte shoshone-kvinde Sakakawea, som hidatsaerne tidligere havde taget som fange under et krigstogt vestpå.:43 
Hidatsaerne skiftevis bekrigede, handlede med og forsvarede sig mod forskellige indianere:15  lige til U.S.A. endegyldigt stoppede indianernes indbyrdes kampe sidst i 1880erne.:177  De første årtier af 1800-tallet omfattede fjenderne bl.a. folkene i assiniboine-stammen,:69  forskellige sioux-grupper,:69  cheyennerne:56 , hidatsaernes senere allierede i arikara-stammen:43  samt de fjerne flatheads i Rocky Mountains bjergdale.:43  I 1880erne kom det til små sammenstød mellem hidatsaerne og Turtle Mountain chippewaerne.:131 
Hidatsaerne indgik en aftale om fred og samhandel med U.S.A. i 1825, og fredsaftalen holder stadig.:54 
Fra omkring 1830 byttede hidatsaerne sig til de hvides efterspurgte varer i det nybyggede Fort Clark, der lå blot få hundrede meter fra en af mandanernes byer.:40  George Catlin malede billeder af hidatsa-byerne og dens folk, som han så dem i 1832. Året efter satte fyrst Maximilian zu Wied sig ind i byindianerens liv og kultur.:57 
I foråret 1834 faldt de to sydligste hidatsa-byer under et massivt sioux-angreb og blev stukket i brand. De overlevende awaxawier og awatixaer søgte tilflugt hos hidatsas-proper-folkene i Big Hidatsa.:325  De næste fem årtier holdt de tre grupper gerne sammen i én og samme by.:338 
En tid levede den forenede stamme i Big Hidatsa. Den 10. januar 1836 massakrerede hidatsaerne en lejr sultende yankton-siouxer efter at andre siouxer havde stjålet af byens underjordiske majsmagasiner.:52 
Svækket af en ny koppeepidemi i 1837 rykkede hidatsaerne nordpå fem eller seks år senere og opførte Like-a-Fishhook Village. Byen var en fællesby med mandanerne, bestod af mindst 70 jordhytter,:4  og den var beskyttet af en palisade mod fjendtlige indianere.:53  Mindre end hundrede meter borte blev handelsstationen Fort Berthold bygget næsten samtidigt.:5  Like A Fishhook Village bestod til midt i 1880erne. Indbyggerne blev da spredt for vinden, og hver familie boede på sin egen, private jordlod i Fort Berthold Reservation som en følge af Dawes Act.:136 
Hidatsaerne, mandanerne og arikaraerne var parter i Fort Laramie traktaten (1851), der anerkendte stammernes krav til et fællesområde mellem Missiouri River i nord og Heart River i syd. Lakotaerne gik også ind på denne store fredsaftale mellem flere traditionelt fjendtlige præriestammer, ligesom U.S.A. gjorde det.:103 
Kampene på prærien blussede op igen efter et par år, og de talstærke lakotaer invaderede og tog kontrol over de tre stammers traktatområde. I 1861 blev hidatsa-høvding Four Bears dræbt af siouxer, der samtidig erobrede omkring 175 af byfolkets heste.:108  Næste år stak en gruppe siouxer dele af Like A Fishhook Village i brand.:119  Da var arikaraerne flyttet ind bag palisaden for fælles beskyttelse mod siouxerne, og eksistensen af ”de tre stammer” var for alvor en realitet.:108  Fra sidst i 1850erne og de næste mange år ville indbyggerne i Like A Fishhook Village bede den amerikanske hær om at stoppe den store sioux-stammes voldsomme fremfærd mod dem.:106  Fra 1864 og tre år frem var der udstationeret soldater i Fort Berthold, der nu ikke mere var rentabel som handelsstation. Militærstationen Fort Stevenson blev opført knap 30 km øst for indianerbyen i 1868,:111  men soldaternes tilstedeværelse afskrækkede ikke siouxerne fra at fortsætte deres angreb.:115 og 120 
Fort Berthold Reservation blev dannet den 12. april 1870, så Like A Fishhook Village blev en del af det.:kort overfor 112  Siden fulgte store landafståelser til U.S.A. i 1880 og 1891, langt hen ad vejen efter administrative bestemmelser truffet af amerikanerne.:kort overfor 114 
Ved at holde lav profil lykkedes det stort set høvding Crow Flies High og en gruppe dissidenter under ham at leve deres eget liv udenfor reservatet fra 1870 til 1894.:1 

## Kultur

### Stammens organisering
Før hidatsaerne blev reduceret af koppe-epidemier, bestod stammen af ret selvstændige byer.:71  Disse var styret af et byråd af modne mænd, der havde bevist deres nytte for samfundet både i krig og ved uselvisk adfærd.:viii  Byen havde gerne en høvding, der blev løst fra sit ansvar af en anden respekteret mand under opholdet i en vinterby.:18  Byens fællesjagter på prærien anførtes tillige af en anden leder end høvdingen, ofte valgt fra gang til gang.:53  Samtlige indbyggere tilhørte en af flere forskellige klaner fra fødslen af. Senere i livet knyttede de fleste tætte bånd med jævnaldrende af samme køn ved at søge ind i et aldersselskab.:73 

### Klaner
Indbyggerne i byerne Amahami og Big Hidatsa tilhørte hver især én af syv klaner, mens der var otte klaner i Awatixa i historisk tid. Et barn tilhørte samme klan som sin mor.:72  Nogle af navnene på de ældgamle klaner var Rising Water,:66  Prairie Chicken og Wide Butte.:19  Low Cap klanen var grundlagt af Packs Antelope. I mytologisk tid havde han reddet tordenfugle-arten og som tak fået et helligt bundt, som klanen brugte til at bringe regn i tørketider med.:330 

### Aldersselskaber
Stammen var inddelt i alders- og kønsbestemte selskaber.
Gruppevis købte man sig ind i et selskab med bisonskind, klædestoffer og måske heste.:284  Derved erhvervede gruppen ret til at bruge selskabets særlige sange, danse, klædedragt og kropsbemaling.:232  Det var frivilligt at deltage i et selskab, men vejen opad i samfundet gik traditionelt gennem dem. Før koppe-epidemien i 1837 fandtes der muligvis 10 mandlige selskaber, mens senere lister over dem kun nævner syv. Der er ikke enighed om visse selskabsnavne og heller ikke om deres placering i kæden af aldersselskaber.:227 

#### Selskaber for piger og kvinder
Piger startede i Skunk selskabet før puberteten. Selskabet hyldede bl.a. hjemvendte krigere ved at danse på byens åbne pladser; pigerne kom med sort- og hvidmalede ansigter:106  i imitation af stinkdyr.:94  Med højere alder indgik de store piger i Gun selskabet og siden som gifte kvinder i Enemy Womens selskabet. Medlemmerne af disse to selskaber tog del i byens sejrsceremonier (skalpedanse).
Goose selskabet var for kvinder mellem 30 og 40 år. Selskabet var blevet oprettet af den mytologiske helt Good Furred Robe,:33  og det udførte ceremonier for at sikre en rig majshøst.
Byens ældste kvinder havde mulighed for at indgå i det højt ansete White Buffalo Cow selskab, der udførte ceremonier for at trække bisonhjordene tæt til byen.:56 

#### Selskaber for drenge og mænd
Stammens drenge tilsluttede sig gerne Stone Hammer selskabet, når de var mellem 13 og 16 år gamle.:88  
Blandt awaxawierne hed selskabet Notched Stick selskabet.:51  Sammen ville drengene trinvis følges op i de næste selskaber livet igennem.
Efter en vis årrække afstod de nu unge mænd deres Stone Hammer selskab til en yngre generation af drenge i byen, mens de selv købte sig ind i Crazy Dog selskabet.:227 
De næstfølgende selskaber var Kit-Fox, Dog (eller Little Dog) og Half-Shaved Head.:227  Kit-Fox gruppen blev ofte sendt i forvejen for en flyttende lejr for at afgøre, om ruten var truet af fjender.:81  Mandlige selskaber med unge mænd, som f.eks. Dog selskabet, kunne blive bedt om at hjælpe til med opgaver i forbindelse med kvindernes høst af majs om sommeren.:43  Under Half-Shaved Heads optog gennem byen bar medlemmerne håret langt på den ene side af hovedet og bandt det op på den anden side.:273  Kun selskabets grundlægger havde rent faktisk raget den ene halvdel af håret af efter at have set en bisonokse uden pels i en vision.:273 
Selskabet for byens modne mænd hed Black Mouth selskabet. Det sørgede for, at ordrer vedrørende fællesjagter og andre vigtige opgaver blev fulgt.:80 
Old Dog selskabet var for mænd over 40 år,:284  og Bull selskabet bestod af byens ældste årgange af mænd. Stammens ledere havde gerne været medlem af disse selskaber.:54 
Ved parader på byens pladser holdt alle i Old Dog selskabet en slags rangle af en ca. 30 cm lang gren omviklet med skind og forsynet med klingende klove af en slags. De bar buer af gevirer kun brugt som pynt.:290  Medlemmer med en høj rang i selskabet bar en hovedbeklædning af tætsatte skadefjer forsynet med en hvid spids. Et oprejst ørnedun og 12 oprette ørnefjer i forlængelse af hinanden fra for til bag var påsat midt i fjerprydelsen (se Bodmers gengivelse øverst på siden).:286 